# Jack McPhee
(Jack nell'episodio I soliti sospetti)
Jack McPhee è un personaggio della serie televisiva Dawson's Creek. È interpretato da Kerr Smith e doppiato nella versione italiana da Stefano Crescentini.

## Descrizione del personaggio
Figlio di Joseph e Andrea, ha un fratello di nome Tim e una sorella, Andie, la famiglia di Jack si è disunita quando Tim morì in un incidente stradale, ciò ha trasformato Jack in un ragazzo introverso e insicuro, a ciò si somma la propria omosessualità, che in un primo momento ha acuito il suo senso di inadeguatezza. Nella serie, il fulcro della trama del personaggio è focalizzato soprattutto sull'accettazione della propria sessualità nel periodo dell'adolescenza, specialmente nel contesto di una piccola città di provincia come Capeside dove Jack inevitabilmente ha dovuto affrontare il bigottismo della comunità in cui vive. Jack è stato con una sola ragazza, la sua ex fidanzata Kate Douglas, con la quale perse la verginità.
Jack all'inizio ha dovuto reprimere (quasi inconsciamente) la sua omosessualità quando Tim è morto, avendo capito che il padre Joseph non era pronto ad accettarla dato che tutti erano straziati per il lutto, per Jack non è stato facile assistere al crollo psicologico della madre dato che in reazione alla morte di Tim perse la ragione, Jack ha sofferto a causa del senso di impotenza per non averla saputa aiutare. È un bravo ragazzo, infatti è una persona affabile, affettuosa e gentile, all'inizio appare come un ragazzo nevrotico, ciò principalmente è dovuto all'insicurezza legata al suo orientamento sessuale, Jack è orgoglioso, emotivo e impulsivo ma contemporaneamente vive per il bisogno di accettazione da parte degli altri, durante il suo percorso evolutivo Jack ha dovuto affrontare la sua iniziale timidezza, ma col tempo (specialmente nella quinta e nella sesta stagione) diventa più disinvolto con i ragazzi. Jack è un amante degli sport, inoltre è un appassionato d'arte.
Col tempo instaura una solida amicizia sia con Dawson Leery che con Pacey Witter tuttavia, durante la serie, sono più le amicizie femminili quelle che maggiormente hanno avuto impatto su di lui, ad esempio Emma Jones, ragazza venuta dall'Inghilterra per studiare musica, Jack era anche disposto a sposarla per impedire che venisse rimpatriata, ma lei pur avendo apprezzato il suo altruismo ha comunque preferito declinare l'offerta, tra l'altro quando si è trasferito a Capeside la sua prima amica è stata Joey Potter per la quale all'inizio ha provato dei sentimenti, hanno avuto persino una breve relazione prima che Jack trovasse il coraggio di fare coming out. La migliore amica di Jack è Jen Lindley, tra l'altro Jack si lega molto anche a Evelyn (la nonna di Jen) che a sua volta si affeziona tantissimo a lui, infatti benché Jack voglia molto bene sia al padre che alla sorella, lui identifica in Jen e Evelyn la sua vera famiglia. È stato suggerito diverse volte che Jack probabilmente è innamorato di Jen, in un'occasione (mentre erano ubriachi) erano sul punto di fare l'amore, Jack ammette di considerarla la sua anima gemella e che probabilmente non sarebbe mai capace di amare un ragazzo con la stessa intensità con la quale vuole bene a lei, tuttavia la sua omosessualità impedisce a Jack di darle l'amore di cui Jen ha bisogno.

## Biografia

### Seconda stagione
Jack si trasferisce a Capeside in Massachusetts da Providence, con la madre e la sorella Andie, mentre il padre Joseph vive fuori città. La sua compagna di scuola Joey, accetta di offrirgli un lavoro nell'Icehouse, il diner che lei gestisce con la sorella Bessie. Jack inizia a nutrire per Joey un interesse che va oltre l'amicizia, che lei finisce per corrispondere, questo lo mette in contrasto con Dawson (il ragazzo di Joey) specialmente quando Joey lo lascia mettendosi con Jack. Rinnegare la propria omosessualità diventa sempre più difficile per Jack, tanto che anche a scuola molti iniziano a rendersene conto, Jack infatti viene bersagliato anche se Joey e Pacey lo difendono, nonostante anche in loro si sta facendo strada il sospetto che lui è gay. Alla fine Jack e Joey si lasciano quando lui trova il coraggio di confessarle la sua omosessualità, i due rimangono così amici. Jack inizia a consolidare una buona amicizia pure con Dawson, ma soprattutto con Jen, intanto il padre decide di internare la moglie in una clinica dal momento che lei, in preda al proprio delirio, necessita di cure, e lo stesso vale per Andie, la quale inizia a manifestare sintomi di un disturbo psicologico, anche se Joseph inizia parzialmente ad accettare che Jack è gay, i due non sono pronti a convivere insieme, e dunque Jen e sua nonna Evelyn lo ospitano nella loro casa.

### Terza stagione
Anche se Andie è stata dimessa dalla clinica psichiatrica, Jack preferisce continuare a vivere con Evelyn e Jen, con loro si sente più accettato, infatti sebbene Joseph voglia fare un tentativo per affrontare l'omosessualità di Jack con più naturalezza, quest'ultimo non si sente ancora amato dal padre. Mitch (il padre di Dawson) allena la squadra di football del liceo e avendo notato che Jack ha del talento, lo convince a unirsi alla squadra, ciò permette a Jack di ottenere maggior rispetto e popolarità a scuola, tra l'altro quando Dawson lo intervista egli guadagna più noterietà. Jack, per amore di Andie, decide di tornare a vivere con lei e con il padre, il rapporto tra Jack e Joseph migliora molto. Jack fa la conoscenza di Ethan, un ragazzo gay con cui stringe amicizia, è la prima volta che prova attrazione per un ragazzo, arriva persino a baciarlo, ma quello per Ethan è un sentimento non corrisposto, tanto che preferisce tornare con il suo ex.

### Quarta stagione
Nell'ultimo anno scolastico, quello del diploma, Jack subisce un infortunio durante un allenamento, e dunque deve rinunciare all football, inoltre si separa da Andie che si trasferisce a Firenze prima di diplomarsi. Jack ha lavorato per un breve periodo per una squadra di calcio per bambini, come allenatore, ma i genitori lo esonerano, purtroppo la sua omosessualità non viene accettata. Jen prova ad aiutarlo a socializzare con la comunità gay, conosce Tobey, giovane attivista, e nonostante il loro iniziale e reciproco astio, i due capiscono di provare dei sentimenti. All'inizio per Jack non è stato facile ammettere che provava qualcosa per Tobey, tanto che in un primo momento preferiva frequentarlo solo da amico, ma poi i due si mettono insieme, infine Jack si diploma con i suoi amici.

### Quinta stagione
Jack e Jen si sono trasferiti a Boston e vivono in una casa con Evelyn, adesso frequentano l'università del Boston Bay, a Jack viene offerto l'invito a unirsi a una confraternita, la ΣΕ e lui accetta convertendosi a uno stile di vita fatto di feste e divertimento, inoltre lascia Tobey infatti pur volendogli bene è evidente quanto l'amore che lui prova per Jack non è equamente ricambiato.
Joey, Jen e Pacey iniziano a preoccuparsi per Jack, sta cambiando in peggio, e anche la sua media scolastica è in lento declino, intanto Eric (un altro membro della confraternita) inizia a provare per Jack dell'attrazione, infatti Eric inizia a prendere atto della propria omosessualità, e ciò crea in lui dei disagi tanto da spingere la confraternita a cacciare via Jack, anche perché, visti i cattivi voti che stava prendendo, avevano già iniziato a vedere male la presenza di Jack dato che lui rischiava di danneggiare la reputazione della ΣΕ.
In un momento di sconforto Jack, completamente ubriaco, rischia di morire affogando in una piscina durante una vacanza in Florida venendo salvato da Dawson appena in tempo, Jack dopo questo avvenimento decide di rimmettersi in sesto, e di concentrarsi sullo studio. Inaspettatamente, per merito di Eric, riesce a superare un esame molto importante e quindi non rischia più di perdere l'anno.

### Sesta stagione
Jack e Eric si mettono insieme, tuttavia durante l'estate quest'ultimo lascia Jack per un altro ragazzo più giovane. Jack e Pacey decidono di convivere prendendo un appartamento condividendolo con Emma, giovane studentessa proveniente dall'Inghilterra.
La vita sentimentale di Jack è incentrata sulle figure di Freeman, professore del Boston Bay, e David con il quale intraprende una relazione seria. Freeman è un uomo sposato, è attratto da Jack pur non avendo mai avuto il coraggio di far uscire allo scoperto la propria omosessualità, Freeman lascia Boston per accettare un lavoro a Chicago decidendo di divorziare dalla moglie, mostrando una vivida riconoscenza nei confronti di Jack per avergli dato la forza di essere più sincero riguardo la propria sessualità. David lascia Jack quando capisce che, quest'ultimo, al contrario di lui non è pronto per una relazione impegnativa.
Jack scopre che Evelyn ha il cancro, infatti lei e Jen si trasferiscono a New York in modo che l'anziana donna possa essere curata adeguatamente, inoltre convincono Jack a trasferirsi con loro, e lui accetta capendo che il suo posto è accanto a Jen e Evelyn.
Sono trascorsi cinque anni, Jack è tornato a vivere a Capeside e lavora al liceo come insegnante di poesia, è sentimentalmente legato a Doug, il fratello maggiore di Pacey, anche se la loro è una relazione segreta: Doug al contrario di Jack ci tiene a non far sapere al resto della comunità che è gay. Jen muore dato che era gravemente malata, aveva nascosto a Jack i propri problemi di salute, quindi ora Jack deve crescere la piccola Amy, la figlia di Jen, anche perché Evelyn sta morendo e lui è la persona che Jen vuole come genitore della bambina. Doug si assume la responsabilità di crescere Amy insieme a Jack e finalmente decide di rendere pubblica la loro relazione, così che Amy cresca a Capeside sotto la loro tutela.